# Metastachydium sagittatum
Metastachydium sagittatum là một loài thực vật có hoa trong họ Hoa môi. Loài này được (Regel) C.Y.Wu & H.W.Li mô tả khoa học đầu tiên năm 1977.